# Acksjön (Södra Unnaryds socken, Småland)
Acksjön är en sjö i Hylte kommun i Småland och ingår i Lagans huvudavrinningsområde.